# Pseudomicrommata longipes
Espèce
Synonymes
- Micrommata longipes Bösenberg & Lenz, 1895

Pseudomicrommata longipes est une espèce d'araignées aranéomorphes de la famille des Sparassidae.

## Distribution
Cette espèce se rencontre au Kenya, en Tanzanie, au Mozambique, en Afrique du Sud, en Namibie et au Botswana.

## Description
Le mâle holotype mesure 10 mm.
Les mâles mesurent de 10,9 à 12,9 mm et les femelles de 15,3 à 18,3 mm.

## Systématique et taxinomie
Cette espèce a été décrite sous le protonyme Micrommata longipes par Bösenberg et Lenz en 1895. Elle est placée dans le genre pseudomicrommata  par Levy en 1989.

## Publication originale
- Bösenberg & Lenz, 1895 : « Ostafrikanishe Spinnen gesammelt von Herrn Dr. F. Stuhlmann in den Jahren 1888 und 1889. » Jahrbuch der Hamburgischen Wissenschaftlichen Anstalten, vol. 12, no 2, p. 27-51 (texte intégral).